# CLU
CLU je programovací jazyk, který od roku 1973 vyvíjela Barbara Liskovová se svými studenty na MIT. Přestože nedošel širokého použití, přinesl mnoho vlastností, které se používají v moderních programovacích jazycích, a je vnímán jako významný krok ve vývoji objektově orientovaného programování (OOP).
Mezi jeho hlavní přínosy patří abstraktní datové typy, volání sdílením, iterátory, vícenásobné návratové hodnoty (forma paralelního přiřazení), typově bezpečné parametrizované typy, a typově bezpečné variantní typy. Je také významný pro své použití tříd s konstruktory a metodami, ale bez dědičnosti.

## Clustery
Syntaxe CLU vychází z ALGOLu, v té době výchozího jazyka pro návrh většiny nových jazyků. Jeho nejdůležitějším přínosem je koncept clusterů, systém typových rozšíření jazyka CLU a kořen názvu jazyka (CLUster). Clustery odpovídají obecně konceptu „třídy“ v objektově orientovaných jazycích. Implementace komplexních čísel clusterem v CLU může vypadat takto: 
```
    complex_number = cluster is add, subtract, multiply, ...
        rep = record [ real_part: real, imag_part: real ]
        add = proc ... end add;
        subtract = proc ... end subtract;
        multiply = proc ... end multiply;
        ...
    end complex_number;

```

Cluster je modul, který zapouzdřuje všechny své členy s výjimkou členů explicitně vyjmenovaných v klauzuli is, které odpovídají veřejným členům třídy v novějších objektově orientovaných jazycích. Cluster také definuje typ, který se může používat mimo cluster (v tomto případě complex_number), přičemž typ, kterým je reprezentován (rep) je před externími klienty skrytý.
Jména clusterů jsou globální, a jazyk neposkytuje žádný mechanismus jmenných prostorů, který by umožňoval seskupovat clustery nebo je vytvářet „lokálně“ uvnitř jiných clusterů.
V clusteru provádějí explicitní typové konverze up a down převod mezi abstraktním typem a reprezentací; implicitní konverze mezi těmito typy jsou označny speciálním typem cvt. CLU žádné jiné implicitní konverze typů neprovádí. CLU má univerzální typ any, a procedura force[] pro kontrolu, zda objekt je určitého typu. Objekty mohou být proměnné nebo neměnné (anglicky mutable vs. immutable), přičemž základní typy – celá čísla, logické hodnoty, znaky a řetězce – jsou neměnné.

## Další vlastnosti
Další klíčovou vlastností typového systému CLU jsou iterátory, které vracejí objekty z kolekce postupně jeden po druhém. Iterátory poskytují identické aplikační rozhraní (API) bez ohledu na to, s jakými daty se používají. Iterátor pro kolekci objektů complex_number tedy může být používán zaměnitelně s iterátorem pro pole celých čísel typu integer. Význačným rysem iterátorů v CLU je, že jsou implementovány jako korutiny, které volajícímu poskytují jednotlivé hodnoty pomocí příkazu yield. Takovéto iterátory jsou nyní běžným rysem mnoha moderních jazyků, např. C#, Ruby a Python, a v posledné době jsou často nazývány generátory.
CLU také poskutuje zpracování výjimek, založené na různých pokusech v jiných jazycích; výjimky se vyvolávají pomocí signal a ošetřují pomocí except. V CLU na rozdíl od jiných jazyků nejsou výjimky implicitně signalizovány řetězcem volání. Také na rozdíl od většiny jiných jazyků, které poskytují zpracování výjimek, jsou výjimky v CLU považovány za součást běžného toku řízení a výskok ze smyčky nebo návrat z funkce pomocí výjimky je považován za „normální“ a efektivní typově bezpečnou metodu, která umožňuje přímé přiřazení návratových hodnot except, když nastaly jiné podmínky. Výjimky, které nejsou ani zachyceny ani explicitně předány, jsou okamžitě zkonvertovány na speciální výjimku failure, která typicky ukončí program.
CLU je často uváděn jako první jazyk s typově bezpečnými variantními typy nazývanými oneofs, se kterými přišel ještě před jazykem ML.
Posledním význačným rysem CLU je paralelní přiřazení (vícenásobné přiřazení), které dovoluje použít na levé straně operátoru přiřazení více než jednu proměnnou. Příkladem je příkaz x,y := y,x, který prohodí obsah proměnných x a y. Podobným způsobem mohou funkce vracet několik hodnot, jako x,y,z := f(t). Paralelní přiřazení (ne však několik návratových hodnot) se objevilo již před CLU, v jazyce CPL (1963) jako simultaneous assignment, ale jazyk CLU jej zpopularizoval a jeho vliv je často uváděn jako inspirace pro paralelní přiřazení v pozdějších jazycích.
Všechny objekty programu v CLU jsou umístěny na haldě a správa paměti je automatická.
CLU podporuje typově parametrizované uživatelem definovaný datové abstrakce. Byl prvním jazykem, který poskytoval typově bezpečné omezené parametrizované typy využívající klauzuli where pro vyjádření omezení kladená na skutečné argumenty typu. Na rozdíl od jazyků s generiky založenými na šablonách, lze typovou kontrolu použití takové datové abstrakce provádět bez přístupu k implementaci abstrakce.

## Vliv na jiné programovací jazyky
Šablony v jazyce C++ byly inspirovány jazykem CLU a Ada.
Mechanismy zpracování výjimek v CLU ovlivnily pozdější jazyky jako C++ a Java.[zdroj?]
V programovacích jazycích Sather, Python a C# jsou iterátory, které se poprvé objevily v CLU.
Perl a Lua převzaly současné přiřazení a vícenásobnou návratovou hodnotu funkcí z CLU.
Python a Ruby si vypůjčil volání sdílením, příkaz yield, a paralelní přiřazení.